# (11606) Almary
(11606) Almary (1995 UU6) – planetoida z pasa głównego asteroid okrążająca Słońce w ciągu 3,82 lat w średniej odległości 2,44 j.a. Odkryta 19 października 1995 roku.